# Rolf Saalfrank
Rolf W. Saalfrank (* 12. Januar 1940 in Fürth, Bayern) ist ein deutscher Professor für organische Chemie an der Friedrich-Alexander Universität Erlangen-Nürnberg.
Rolf W. Saalfrank studierte Chemie an der Friedrich-Alexander Universität Erlangen-Nürnberg und promovierte dort am 24. Juli 1970 über das Thema Synthese und Umsetzung von Keten-diäthylacetal-ylidentriphenylphosphoran zum Dr. rer. nat.
Nach einem Post-Doc-Aufenthalt bei Professor Donald G. Farnum (Michigan State University, East Lansing, Michigan, USA) arbeitete er am Deutschen Krebsforschungszentrum in Heidelberg bei D. Schmähl. Im Jahre 1973 kehrte er an die Universität Erlangen-Nürnberg zurück und habilitierte sich 1976 über das Thema Push-Pull substituierte Allene. 1980 wurde er zum Professor für organische Chemie ernannt.
Im selben Jahr war er auch als Gastprofessor am Département de Physique Cristalline et Chimie Structurale, Universität Rennes I, Frankreich. Es folgte 1990 ein Forschungsaufenthalt bei Jean-Marie Lehn in Straßburg. Von 1993 bis 1996 hatte Saalfrank die Lehrstuhlvertretung für Gerhard  Binsch an der LMU München inne. 1995 wurde er Overseas Visiting Scholar, Universität Cambridge, St. John’s College, Cambridge in England.
Die Ernennung zum Extraordinarius erfolgte 1997.
Von Oktober 2007 bis September 2009 übernahm Saalfrank die Vertretung des Lehrstuhl für organische Chemie I an der Friedrich-Alexander Universität Erlangen-Nürnberg.
Forschungsschwerpunkt: Allene, metallo-supramolekulare Chemie.

## Werke
Mehr als 160 wissenschaftliche Publikationen.